# Visitor (pohoří)
Visitor je malé pohoří na jihu Černé Hory v blízkosti hranic s Albánií. Nejvyšší vrchol Visitor dosahuje výšky 2210 metrů.

## Vymezení
Na jihu hranici pohoří tvoří údolí říčky Luča a Plavské jezero. Na východě je hranicí řeka Lim, která odvodňuje jezero. Severní hranicí je údolí potoka Murinska reka a pohoří Zeletin, západní hranicí je sedlo pod masivem Greben.

## Charakteristika pohoří
Jde o vápencové pohoří s příznaky vysokohorského krasu. Z turistického hlediska jde o velmi atraktivní lokalitu, kde byla v roce 2005 a 2006 znovu vyznačena hřebenová magistrála, která umožňuje daleké výhledy na Plavsko-gusinjskou kotlinu, na vrcholy Prokletije daleko v Albánii a v Kosovu. Převýšení nad Plavsko-gusinjskou kotlinou je přibližně 1300 metrů. V některých místech je přechod hřebene poměrně dost exponovaný, většinou však jde o vysokohorské pastviny. Podle turistů, kteří do těchto míst již zavítali, se jedná o jedno z nejkrásnějších pohoří v Černé Hoře.